# Bob Geldof
Robert Frederick Geldof (født 5. oktober 1951), bedre kendt som Bob Geldof, er en irsk sanger, Singer-songwriter, skuespiller og politisk aktivist. I sin første fase af karrieren var han frontfigur i rock-bandet Boomtown Rats. Et band som var banebrydende og havde sit største hit med sangen I Don't Like Mondays, som tager udgangspunkt i historien om Brenda Ann Spencer. I 1982 spillede han hovedrollen i Pink Floyds film The Wall. Han er mest kendt for at igangsætte Live Aid og Live 8. Sammen med Bono har han flere gange været foreslået til Nobels Fredspris.
I 1984 skrev han sammen med Midge Ure hittet "Do They Know It's Christmas?" som blev kendt gennem Band Aid og den senere koncert Live Aid som begge havde til hensigt at indsamle penge og give international opmærksomhed på sultkatastrofen i Etiopien. Geldof stod for teksten, mens Ure skrev musikken og stod for korarrangementerne til sangen.
Geldof blev i 1986 udnævnt til Honorary Knight Commander af Order of the British Empire. Fordi Geldof er irsk statsborger medfører udnævnelsen ikke adelskab og han har heller ikke ret til at føre titlen Sir foran sit navn.
Bob Geldof var gift med Paula Yates og har tre døtre med hende: Fifi Trixibelle, Peeches og Pixie. Paula Yates forlod Geldof i 1994 og fik datteren Tiger Lilly i 1996. Da både moren og faren døde, adopterede Geldof hende. 

## Diskografi

### Solo albums
| År                                        | Titel | Højeste placering | Højeste placering | Højeste placering | Højeste placering | Højeste placering | Højeste placering | Højeste placering | Højeste placering | Højeste placering | Højeste placering |
| År                                        | Titel | UK                | AUS               | AUT               | GER               | IRE               | NL                | NOR               | SWE               | SWI               | US                |
| ----------------------------------------- | --- | ----------------- | ----------------- | ----------------- | ----------------- | ----------------- | ----------------- | ----------------- | ----------------- | ----------------- | ----------------- |
| 1986                                      | Deep in the Heart of Nowhere - Released: November 1986 - Label: Mercury (UK) / Atlantic (US)                  | 79                | —                 | —                 | 27                | —                 | —                 | 3                 | 18                | 15                | 130               |
| 1990                                      | The Vegetarians of Love - Released: July 1990 - Label: Mercury (UK) / Atlantic (US)                           | 21                | 43                | 27                | 15                | —                 | 37                | —                 | —                 | 20                | —                 |
| 1993                                      | The Happy Club - Released: 1993 - Label: Mercury (UK) / Atlantic (US)                                         | —                 | 91                | —                 | 60                | —                 | —                 | —                 | —                 | 39                | —                 |
| 2001                                      | Sex, Age & Death - Released: October 2001 - Label: Mercury (UK) / Atlantic (US)                               | 134               | —                 | —                 | —                 | —                 | —                 | —                 | —                 | —                 | —                 |
| 2011                                      | How to Compose Popular Songs That Will Sell - Released: 7 February 2011 - Label: Mercury (UK) / Atlantic (US) | 89                | —                 | —                 | —                 | 87                | —                 | —                 | —                 | —                 | —                 |
| "—" denotes a release that did not chart. | |                   |                   |                   |                   |                   |                   |                   |                   |                   |                   |

### Opsamlingsalbums
| 1994                                      | Loudmouth – The Best of Bob Geldof and the Boomtown Rats - includes solo recordings and Boomtown Rats songs - Released: July 1994 - Label: Vertigo | 10 |
| 2005                                      | Great Songs of Indifference: The Anthology 1986–2001 - Box Set including the first 4 solo albums - Released: 2005 - Label: Mercury                 | —  |
| "—" denotes a release that did not chart. | |    |

### Singler
| År   | Titel                            | Højeste placering | Højeste placering | Højeste placering | Højeste placering | Højeste placering | Højeste placering | Højeste placering | Højeste placering | Højeste placering | Album                                                  |
| År   | Titel                            | UK                | AUS               | GER               | IRE               | NL                | NOR               | SWE               | SWI               | US                | Album                                                  |
| ---- | -------------------------------- | ----------------- | ----------------- | ----------------- | ----------------- | ----------------- | ----------------- | ----------------- | ----------------- | ----------------- | ------------------------------------------------------ |
| 1986 | "This Is the World Calling"      | 25                | —                 | 28                | 2                 | 29                | 1                 | 10                | 18                | 82 [A]            | Deep in the Heart of Nowhere                           |
| 1987 | "Love Like a Rocket"             | 61                | —                 | —                 | 21                | —                 | —                 | —                 | —                 | —                 | Deep in the Heart of Nowhere                           |
| 1987 | "Heartless Heart"                | —                 | —                 | —                 | —                 | —                 | —                 | —                 | —                 | —                 | Deep in the Heart of Nowhere                           |
| 1987 | "I Cry Too"                      | —                 | —                 | —                 | —                 | —                 | —                 | —                 | —                 | —                 | Deep in the Heart of Nowhere                           |
| 1987 | "In the Pouring Rain"            | —                 | —                 | —                 | —                 | —                 | —                 | —                 | —                 | —                 | Deep in the Heart of Nowhere                           |
| 1990 | "The Great Song of Indifference" | 15                | —                 | 20                | 7                 | 16                | —                 | —                 | —                 | —                 | Vegetarians of Love                                    |
| 1990 | "Love or Something"              | 86                | —                 | 55                | —                 | —                 | —                 | —                 | —                 | — [B]             | Vegetarians of Love                                    |
| 1990 | "A Gospel Song"                  | —                 | —                 | —                 | —                 | —                 | —                 | —                 | —                 | —                 | Vegetarians of Love                                    |
| 1992 | "Room 19 (Sha La La La Lee)"     | —                 | —                 | 53                | —                 | —                 | —                 | —                 | —                 | —                 | Happy Club                                             |
| 1992 | "My Hippy Angel"                 | —                 | —                 | —                 | —                 | —                 | —                 | —                 | —                 |                   | Happy Club                                             |
| 1993 | "The Happy Club"                 | —                 | —                 | —                 | —                 | —                 | —                 | —                 | —                 | —                 | Happy Club                                             |
| 1993 | "Yeah, Definitely"               | —                 | —                 | —                 | —                 | —                 | —                 | —                 | —                 | —                 | Happy Club                                             |
| 1994 | "Crazy"                          | 65                | —                 | 72                | —                 | —                 | —                 | —                 | —                 | —                 | Loudmouth – The Best of Bob Geldof & the Boomtown Rats |
| 1996 | "Rat Trap" (Dustin & Geldof)     | —                 | —                 | —                 | 1                 | —                 | —                 | —                 | —                 | —                 |                                                        |
| 2002 | "Pale White Girls"               | —                 | —                 | —                 | —                 | —                 | —                 | —                 | —                 | —                 | Sex Age & Death                                        |
| 2011 | "Silly Pretty Thing"             | 146               | —                 | —                 | —                 | —                 | —                 | —                 | —                 | —                 | How To Compose Popular Songs That Will Sell            |
| 2011 | "Here's To You"                  | —                 | —                 | —                 | —                 | —                 | —                 | —                 | —                 | —                 | How To Compose Popular Songs That Will Sell            |